# Amolops kaulbacki
Amolops kaulbacki és una espècie de granota que viu a Myanmar i, possiblement també, a la Xina.